# Michael O'Leary
Pour les articles homonymes, voir O'Leary.

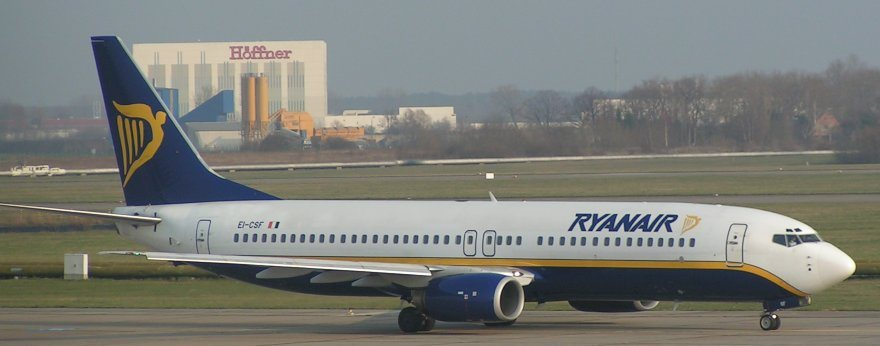
Boeing 737-400 de Ryanair

Michael O'Leary, né le 20 mars 1961 à Mullingar dans le comté de Westmeath (province de Leinster), est un homme d'affaires irlandais. Il est
l'actuel dirigeant de la compagnie Ryanair et l'un des hommes les plus riches d'Irlande, avec une fortune estimée à plus d'un milliard de dollars en 2018.

## Biographie
Après des études à Clongowes Wood College (une institution catholique) et à Trinity College, dont il n'obtient pas le diplôme, il devient consultant pour KPMG. En 1988, il devient le conseiller de Tony Ryan, créateur de Ryanair, qui est alors une compagnie aérienne régionale fortement déficitaire. Dans les années 1990, Tony Ryan se retire progressivement de la direction de Ryanair et Michael O'Leary devient PDG adjoint (de 1991 à 1994) puis PDG (en janvier 1994). En 1992, il se rend à Dallas pour étudier le fonctionnement de Southwest Airlines. O'Leary transforme Ryanair pour en faire la première compagnie à bas coûts et la troisième compagnie aérienne d'Europe (après Air France-KLM et Lufthansa),.
En 2001, il est nommé « homme d'affaires européen de l'année » par le magazine Fortune.
En 2004, il a acheté une licence de taxi pour sa Mercedes-Benz afin d'utiliser les voies de bus dans Dublin et diminuer ainsi son temps de trajet dans la ville.
Il participe à la réunion du Groupe Bilderberg de 2015, 2016 et 2017,,,,,.
Michael O'Leary est souvent critiqué pour la politique de Ryanair, par exemple en matière de conditions de travail ou d'environnement. Ainsi, au début de l’été 2022, des appels à la grève sont lancés pour de meilleures conditions de travail et une hausse des salaires.
En mai 2020, il critique le projet d'aide d'État aux compagnies aériennes à la suite de la crise sanitaire du Covid-19, en mettant en avant le fait que ces aides devraient être attribuées à l'ensemble des compagnies aériennes.
En avril 2024, il propose ses services au gouvernement britannique pour transporter les migrants expulsées vers le Rwanda. Il apporte également son soutien au Premier ministre Rishi Sunak, après que celui-ci s’est engagé à mener à terme le projet d’expulsion des demandeurs d’asile déboutés au Royaume-Uni vers le Rwanda.